# ویلیام دزموند (هنرپیشه)
ویلیام دزموند (انگلیسی: William Desmond؛ ۲۳ ژانویهٔ ۱۸۷۸ – ۳ نوامبر ۱۹۴۹) بازیگر اهل ایرلند بود.
از فیلم‌های او می‌توان به راه گریزی ندارم اشاره کرد.